# Musa Sinan Yılmazer
Musa Sinan Yılmazer (Adapazarı, 31 januari 1987) is een Turks professioneel voetballer die bij voorkeur als aanvaller Hij staat tot medio 2019 onder contract bij Gümüşhanespor.

## Carrière
Yılmazer speelde van 2001 tot 2007 in de jeugd bij Sakaryaspor. op 28 januari 2007 maakte hij zijn debuut in de Süper Lig in de wedstrijd tegen Konyaspor. Hij kwam de tweede helft het veld in. In 2007 werd hij voor enkele maanden verhuurd aan Sarıyer GK. Hier scoorde hij zijn eerste doelpunt in het profvoetbal. Na de verhuurperiode besloot de club hem definitief te binden. Hij speelde hier een seizoen, waarna hij vertrok naar Denizlispor. De club verhuurde hem gedurende het seizoen 2009-2010 aan Altay Izmir. 
In het seizoen 2011/2012 speelde hij bij Akhisar Belediyespor, waarna hij in februari 2012 vertrok naar Bandırmaspor. In augustus van datzelfde jaar ging hij aan de slag bij Samsunspor Hier speelde hij twee seizoenen, voordat hij in juni 2014 een contract tekende bij Sivasspor. In 2015 en 2016 werd hij verhuurd aan respectievelijk Yeni Malatyaspor en Kayseri Erciyesspor. 
In 2017 speelde hij kortstondig voor Boluspor, waarna hij in de zomer van datzelfde jaar voor drie seizoenen bij Gümüşhanespor tekende.